# Ilie Dumitrescu
Ilie Dumitrescu (født 6. januar 1969 i Bukarest, Rumænien) er en tidligere rumænsk fodboldspiller, der spillede som angriber hos flere europæiske klubber, samt for Rumæniens landshold. Af hans klubber kan blandt andet nævnes Steaua Bukarest i hjemlandet, Tottenham Hotspur og West Ham United i England samt spanske Sevilla FC. Han var desuden tilknyttet to mexicanske klubber.

## Landshold
Dumitrescu nåede mellem årene 1989 og 1998 at spille 62 kampe for Rumæniens landshold, hvori han scorede 20 mål. Han deltog blandt andet ved både VM i 1994 og VM i 1998, hvor han i førstnævnte var med til at føre holdet frem til kvartfinalerne, efter at have scoret to mål i 1/8-finalen mod Argentina.